# Prelatura territorial de Marajó
La prelatura territorial de Marajó (en latín: Praelatura Territorialis Maraiensis y en portugués: Prelazia de Marajó) es una circunscripción eclesiástica de la Iglesia católica en Brasil. Se trata de una prelatura territorial latina, sufragánea de la arquidiócesis de Belém do Pará. Desde el 1 de junio de 2016 su prelado es Evaristo Pascoal Spengler, de la Orden de Frailes Menores.

## Territorio y organización
La prelatura territorial tiene 79 403 km² y extiende su jurisdicción sobre los fieles católicos de rito latino residentes en la isla de Marajó, compuesta por los 9 municipios del estado del Pará de: Soure, Salvaterra, Afuá, Chaves, Breves, Anajás, Portel, Melgaço y Bagre.
La sede de la prelatura territorial se encuentra en la ciudad de Soure, en donde se halla la Catedral de Nuestra Señora de la Consolación.
En 2019 en la prelatura territorial existían 10 parroquias.

## Historia
La prelatura territorial fue erigida el 14 de abril de 1928 con la bula Romanus Pontifex del papa Pío XI, obteniendo el territorio de la arquidiócesis de Belém do Pará.

## Estadísticas
Según el Anuario Pontificio 2020 la prelatura territorial tenía a fines de 2019 un total de 296 400 fieles bautizados.
| Año                                                                             | Población | Población | Población      | Sacerdotes | Sacerdotes | Sacerdotes | Católicos por sacerdote | Diáconos permanentes | Religiosos | Religiosos | Parroquias y cuasiparroquias |
| Año                                                                             | Católicos | Total     | % de católicos | Total      | Diocesanos | Regulares  | Católicos por sacerdote | Diáconos permanentes | Masculinos | Femeninos  | Parroquias y cuasiparroquias |
| ------------------------------------------------------------------------------- | --------- | --------- | -------------- | ---------- | ---------- | ---------- | ----------------------- | -------------------- | ---------- | ---------- | ---------------------------- |
| 1949                                                                            | 74 000    | 75 000    | 98.7           | 6          |            | 6          | 12 333                  |                      |            |            | 8                            |
| 1966                                                                            | 135 000   | 140 000   | 96.4           | 13         |            | 13         | 10 384                  |                      |            |            | 10                           |
| 1970                                                                            | 132 000   | 135 000   | 97.8           | 13         |            | 13         | 10 153                  |                      | 13         | 9          | 10                           |
| 1976                                                                            | 136 000   | 140 000   | 97.1           | 11         |            | 11         | 12 363                  |                      | 12         | 11         | 10                           |
| 1980                                                                            | 152 800   | 157 000   | 97.3           | 13         |            | 13         | 11 753                  |                      | 16         | 11         | 8                            |
| 1990                                                                            | 190 000   | 210 000   | 90.5           | 12         |            | 12         | 15 833                  |                      | 12         | 9          | 8                            |
| 1999                                                                            | 200 000   | 230 000   | 87.0           | 14         | 2          | 12         | 14 285                  |                      | 13         | 13         | 9                            |
| 2000                                                                            | 215 000   | 240 000   | 89.6           | 14         | 3          | 11         | 15 357                  |                      | 12         | 13         | 9                            |
| 2001                                                                            | 224 000   | 250 000   | 89.6           | 16         | 5          | 11         | 14 000                  |                      | 11         | 14         | 9                            |
| 2002                                                                            | 233 000   | 260 000   | 89.6           | 16         | 5          | 11         | 14 562                  |                      | 12         | 13         | 9                            |
| 2003                                                                            | 230 000   | 265 000   | 86.8           | 16         | 5          | 11         | 14 375                  |                      | 12         | 13         | 9                            |
| 2004                                                                            | 230 000   | 260 000   | 88.5           | 15         | 4          | 11         | 15 333                  |                      | 12         | 13         | 9                            |
| 2013                                                                            | 266 000   | 293 000   | 90.8           | 32         | 12         | 20         | 8312                    |                      | 20         | 22         | 10                           |
| 2016                                                                            | 286 650   | 345 362   | 83.0           | 20         | 6          | 14         | 14 332                  |                      | 14         | 16         | 10                           |
| 2019                                                                            | 296 400   | 357 000   | 83.0           | 23         | 14         | 9          | 12 886                  |                      | 9          | 19         | 10                           |
| Fuente: Catholic-Hierarchy, que a su vez toma los datos del Anuario Pontificio. |           |           |                |            |            |            |                         |                      |            |            |                              |

## Episcopologio
- Gregório Alonso Aparicio, O.A.R. † (1930-9 de enero de 1943 nombrado prelado) (administrador apostólico)

- Gregório Alonso Aparicio, O.A.R. † (9 de enero de 1943-7 de abril de 1965 renunció)
- Alquilio Alvarez Diez, O.A.R. † (6 de mayo de 1965-3 de noviembre de 1985 falleció)
- José Luís Azcona Hermoso, O.A.R. (16 de febrero de 1987-1 de junio de 2016 retirado)
- Evaristo Pascoal Spengler, O.F.M., desde el 1 de junio de 2016